# Beryl Mercer
Beryl Mercer, v Španiji rojena ameriška filmska igralka, * 13. avgust 1882, Sevilla, Španija, † 28. julij 1939, Santa Monica, Kalifornija, ZDA.
Mercerjeva se je leta 1882 v Sevilli rodila britanskem staršem. Najbolj je poznana po materinskih filmskih vlogah - v številnih ambicioznih projektih se je namreč pojavljala v vlogah starih mam, kuharic ali služkinj. Med letoma 1916 in 1939 se je pojavila v nekaj več kot 50 filmih. Njena kariera je vrhunec doživela sredi 30. let, ko je na leto sodelovala tudi pri 10 ali več projektih.
Leta 1933 je Mercerjeva kot kuharica nastopila v filmu Cavalcade. Naslednje leto so jo lahko gledalci videli še v filmih Jane Eyre, The Little Minister in The Richest Girl in the World. Leta 1939 je v vlogi kraljice Viktorije nastopila v filmu The Little Princess.
Umrla je 28. julija 1939 v Santa Monici. Stara je bila 56 let.